# Cité ouvrière et cité jardin de Vauzelles

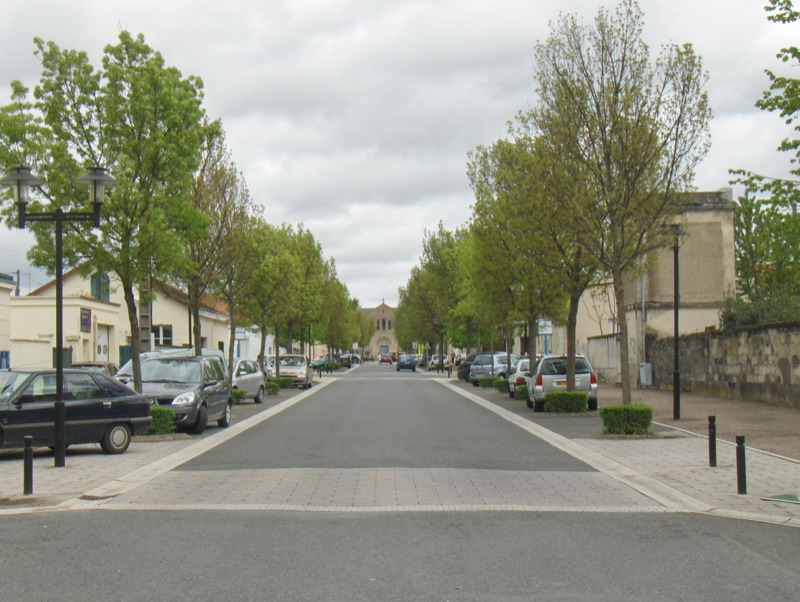
Rue de la cité, avec l'église en perspective.

La cité ouvrière de Vauzelles est un ensemble urbain qui se situe dans la commune de Varennes-Vauzelles, dans la Nièvre (58640). Elle est labellisée Patrimoine du XXe siècle depuis 2016.

## Historique

### Introduction
Son édification s'effectua de 1920 à 1931 sous la direction de l'architecte Georges Hennequin.
La C.G.C.E.M. et la compagnie de chemin de fer P.L.M. (Paris Lyon Marseille) sont à l'origine de cet ensemble comprenant notamment plus de 350 maisons, une église et deux écoles. La cité prend place sur les 70 hectares acquis par la Société Immobilière Nivernaise (SIN) en mai 1920. Dans les années 30 la cité comptait environ 2500 habitants.
La cité cheminote, en référence à la population qu'elle abritait, s'inscrit pleinement dans le concept de cité-jardin tel que théorisé par Ebenezer Howard. Le véritable nom de cet ensemble est cité de la Bonne Dame de l'Orme en référence à un ancien lieu de culte. Avant 1945 la plupart des rues de la cité de la Bonne Dame de l'Orme portait le nom d'une essence d'arbre. Autre particularité toponymique, les petites rues sont qualifiées d'avenue.

### Situation

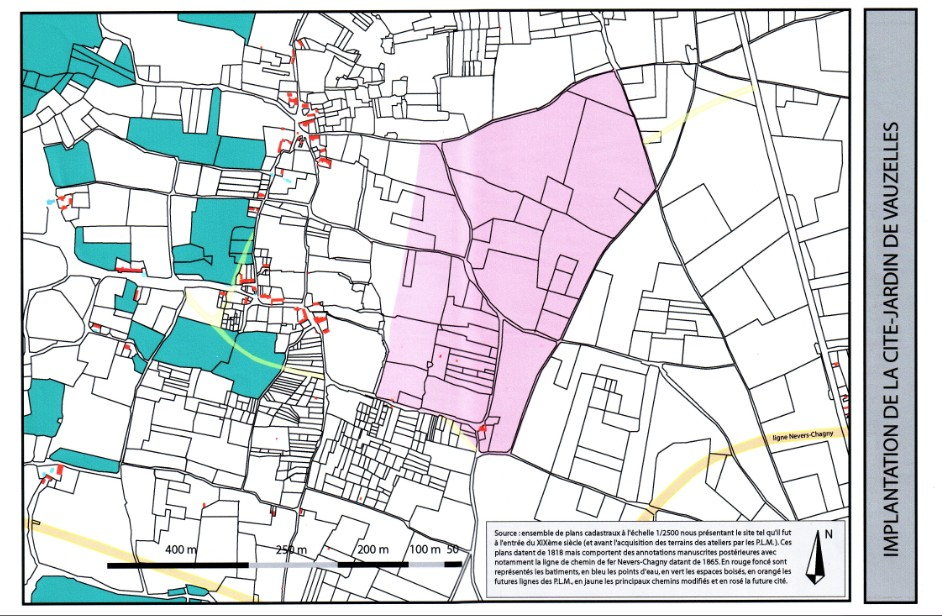
Le bourg de Vauzelles avant les ateliers et la cité ouvrière

La cité de la Bonne Dame est limité :
- au sud par la rue Benoît Frachon (anciennement chemin départemental n°167 de Nevers à Fourchambault)
- à l'est par l'ancien chemin rural dit rue des meuniers
- au nord-est par un chemin rural
- au nord-ouest par la rue Henri Choquet (anciennement chemin vicinal n°4)
- à l'ouest par une forte déclivité du relief
L'avenue principale (à l'origine "avenue Centrale" puis avenue Louis Fouchère) relie la cité à l'ex nationale sept.

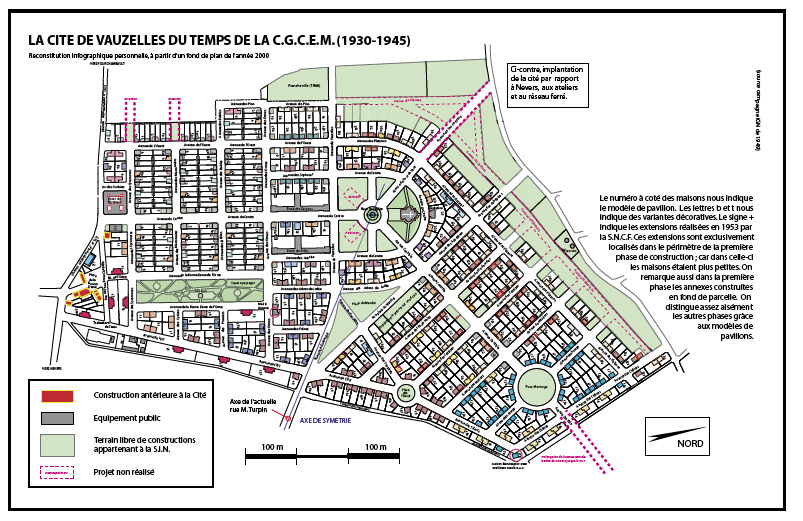
Plan et projet de la cité de Vauzelles

### Plan d'ensemble
La cité se trouvant à l'origine en plein champ, son plan devait être théoriquement libre de contraintes. Le tracé de la cité doit quand même beaucoup au parcellaire d'origine ; l'architecte devant composer avec les limites de l'ensemble des champs acquis. Dans une esquisse datée du 14 avril 1920, on constate que l'architecte a conservé la plupart des grands axes de circulation ruraux lors de l'élaboration de son projet. Les liaisons entre les bourgs et hameaux ruraux n'étaient aucunement remises en cause par la création de la cité ; la cité s'intégrait donc parfaitement dans le tissu préexistant.
Adaptatif et fonctionnel, le plan de cette véritable cité-jardin reprend certains codes des cités-jardins anglaises et n'est pas sans rappeler les prescriptions de Camillo Sitte quant au désaxement des rues et au rôle des places.
On peut aussi rapprocher le plan de la cité vauzellienne de celui contemporain de la cité-jardin de Welwin en Angleterre (1927). Autre particularité toponymique, même les petites rues sont qualifiées d'"avenue".
Le plan de la cité apparaît comme un quadrillage d'avenues délimitant des groupements de parcelles. L'ensemble de la cité s'articule en son centre par la place dite de l'église. Tout en étant très géométrique, le plan de la cité présente une certaine souplesse dans son tracé. Comme le fit remarquer Daniel Picouly, le plan de la cité n'est pas sans rappeler, dans sa partie sud, celui d'une cathédrale. L'église de Vauzelles viendrait alors se placer juste dans le chœur de cette cathédrale imaginaire. À l'origine ce n'est pas l'église mais un bâtiment de réunion laïc qui devait se trouver à cet emplacement symbolique et valorisant, il ne faut donc pas en déduire que la religion avait une importance majeure dans le modèle social voulu par les concepteurs de la cité-ouvrière.

### Les évolutions du projet
La cité de Vauzelles fut édifiée en huit phases, de mai 1920 date de mise en route des travaux, à leurs achèvements en décembre 1931. Tout d'abord, les constructions se concentrèrent au plus près des ateliers puis à partir de 1924 le lotissement des ilots ne se fera plus graduellement vers le nord en s'éloignant des ateliers mais selon un principe demeuré inconnu. A mesure que la construction de la cité avançait, l'architecte continuait de remanier son projet d'ensemble. Après l'achèvement des travaux en 1932, Hennequin continua de développer son projet en planifiant de nouveaux ilôts d'habitation, de nouveaux parcs et de nouveaux équipements publics.
De par sa position centrale et de par ses dimensions, la place où se trouve l'église de Vauzelles  est la place principale de la cité. Située en fin de perspective, l'église y acquiert un caractère monumental au sein d'un espace qui nous apparaît démesurément grand à l'échelle de la cité (notamment en comparaison de l'actuel square Maurice Thorez). Dans un projet de 1926 (soit au moment de la 6e phase de construction) l'on constate que cette place aurait dû avoir un aspect bien différent, plus densément bâtie et sans doute plus animée.
En fait deux autres grands bâtiments publics, probablement dans le style de l'Hotel du Nivernais, auraient dû y être érigés dont une salle de réunion en lieu et place de l'actuelle église. Un véritable centre-ville avec une poste aurait dû ainsi être réalisé à proximité immédiate des deux écoles et de la place du marché (actuel emplacement de la piscine). Il est très probable que l'architecte choisit de placer l'église (édifiée en 1927 soit un an après son projet initial de centre-ville) comme élément majeur de sa composition urbaine car il n'était plus assuré de la réalisation des deux bâtiments publics projetés en 1926. Dans un plan de 1933, Hennequin ressuscite son projet de centre-ville en faisant figurer les deux bâtiments publics imaginés dès 1926 mais évidemment avec l'église de 1927 construite en tête de composition.
On notera aussi la présence d'un énigmatique "portique des pompiers" près de cette place mais uniquement sur le plan de 1926.

## Dans la littérature
Dans son roman Paulette et Roger, Daniel Picouly fait une description évocatrice du plan de la cité semblable à une cathédrale :
"Si tu fais attention, tu verras que le plan de la cité est celui d'une église. Repère le rond-point, et dis toi que c'est le chœur. Autour, les rues dessinent la nef et l'abside. Il y a même le déambulatoire, les collatéraux, les travées."